# Treizième législature du Bas-Canada
Treizième législature 
 (20 nov. 1827 au 2 sept. 1830)
12e 14e
Palais épiscopal de Québec
 Québec, Bas-Canada
La treizième législature du Bas-Canada siégea du 20 novembre 1827 au 2 septembre 1830. La chambre fut dissoute en 1830 à cause de la mort du roi Georges IV. Toutes les séances eurent lieu à Québec.

## Élections
Les élections générales ont lieu du 6 juillet au 25 août 1827.
En 1829, la Chambre vota une loi pour modifier la distribution des districts électoraux et augmenter le nombre de sièges de 50 à 84. Cette mesure fut acceptée avec quelques réticences par le gouverneur général James Kempt, puisqu'elle défavorisait les colons anglophones, mais Kempt tenait à conserver des relations correctes avec la Chambre. Les nouveaux sièges des Cantons-de-l'Est furent pourvus dès 1829 au moyen d'une élection spéciale, tandis que la Chambre dans son ensemble n'utiliserait la nouvelle répartition des sièges qu'à l'élection générale suivante. 

## Session[2]
- Première (8 novembre 1827 — 22 novembre 1827)
- Deuxième (21 novembre 1828 — 14 mars 1829)
- Troisième (22 janvier 1830 — 26 mars 1830)

## Représentants de la couronne[2]
- George Ramsay, comte de Dalhousie, gouverneur jusqu'au 8 septembre 1828.
- Sir James Kempt, gouverneur du 8 septembre 1828 jusqu'à la dissolution.

## Présidents de l'Assemblée[2]
- Louis-Joseph Papineau (20 novembre 1827 — 2 septembre 1830)

## Présidents du Conseil[2]
- Jonathan Sewell (20 novembre 1827 — 2 septembre 1830)
- James Kerr[3] (20 novembre 1827 — 2 septembre 1830)

## Députés
| District              | Député                                |
| --------------------- | ------------------------------------- |
| Bedford               | Jean-Baptiste-René Hertel de Rouville |
| Buckinghamshire       | Jean-Baptiste Proulx                  |
| Buckinghamshire       | Louis Bourdages                       |
| Cornwallis            | Joseph Le Vasseur Borgia              |
| Cornwallis            | Joseph Robitaille                     |
| Devon                 | Jean-Baptiste Fortin                  |
| Devon                 | Jean-Charles Létourneau               |
| Dorchester            | Joseph Samson                         |
| Dorchester            | Louis Lagueux                         |
| Drummond              | Frederick George Heriot (1829)        |
| Effingham             | Joseph-Ovide Turgeon                  |
| Effingham             | André Papineau                        |
| Gaspé                 | Robert Christie                       |
| Hampshire             | John Cannon                           |
| Hampshire             | François-Xavier Larue                 |
| Hertford              | François Blanchet                     |
| Hertford              | Nicolas Boissonnault                  |
| Huntingdon            | Jean-Moïse Raymond                    |
| Huntingdon            | Austin Cuvillier                      |
| Kent                  | Frédéric-Auguste Quesnel              |
| Kent                  | Denis-Benjamin Viger                  |
| Leinster              | Julien Poirier                        |
| Leinster              | Laurent Leroux                        |
| Missisquoi            | Ralph Taylor (1829)                   |
| Missisquoi            | Richard Van Vliet Freligh (1829)      |
| Comté de Montréal     | Joseph Valois                         |
| Comté de Montréal     | Joseph Perrault                       |
| Montréal-Est          | Hugues Heney                          |
| Montréal-Est          | James Leslie                          |
| Montréal-Ouest        | Louis-Joseph Papineau                 |
| Montréal-Ouest        | Robert Nelson                         |
| Northumberland        | Étienne-Claude Lagueux                |
| Northumberland        | Marc-Pascal de Sales Laterrière       |
| Orléans               | François Quirouet                     |
| Comté de Québec       | Michel Clouet                         |
| Comté de Québec       | John Neilson                          |
| Basse-ville de Québec | Jean Bélanger                         |
|                       | Thomas Lee (1828)                     |
| Basse-ville de Québec | Thomas Ainslie Young                  |
| Haute-ville de Québec | Andrew Stuart                         |
| Haute-ville de Québec | Joseph-Rémi Vallières de Saint-Réal   |
|                       | Jean-François-Joseph Duval (1829)     |
| Richelieu             | François-Roch de Saint-Ours           |
| Richelieu             | Jean Dessaulles                       |
| Saint-Maurice         | Charles Caron                         |
| Saint-Maurice         | Pierre Bureau                         |
| Shefford              | Lyman Knowlton (1829)                 |
| Sherbrooke            | Samuel Brooks (1829)                  |
| Sherbrooke            | Benjamin Tremain (1829)               |
| Stanstead             | Ebenezer Peck (1829)                  |
| Stanstead             | Marcus Child (1829)                   |
| Surrey                | Pierre Amiot                          |
| Surrey                | Louis-Joseph Papineau                 |
|                       | François-Xavier Malhiot (1828)        |
| Trois-Rivières        | Charles Richard Ogden                 |
| Trois-Rivières        | Pierre-Benjamin Dumoulin              |
| Warwick               | Alexis Mousseau                       |
| Warwick               | Jacques Deligny                       |
| William-Henry         | Wolfred Nelson                        |
| York                  | Jean-Baptiste Lefebvre                |
|                       | William Henry Scott (1829)            |
| York                  | Jacques Labrie                        |